# DB 3611
DB 3611 is een spoorlijn van DB Netz tussen Frankfurt am Main en Friedberg. Voor meer informatie zie de artikelen over de deeltrajecten:
- Frankfurt - Friedrichsdorf
- Friedrichsdorf - Friedberg